# Араканцев (хутор)
Араканцев — хутор в Тацинском районе Ростовской области.
Входит в состав Зазерского сельского поселения.

## География

### Улицы
- ул. 70 лет Октября,
- ул. Луговая,
- ул. Садовая,
- пер. Юбилейный.

## История
В составе Области Войска Донского хутор Арканцев входил в юрт станицы Ермаковской.
В конце 1874 года старая деревянная Евдокиевская церковь слободы Маньковой-Берёзовой была продана в хутор Араканцев за пять тысяч рублей. Позже она стала называться Николаевской церковью, её священником с 1880 года был Мудров Петр Семёнович.

## Население
| 2010 |
| ---- |
| 418  |